# Mosche Teitelbaum

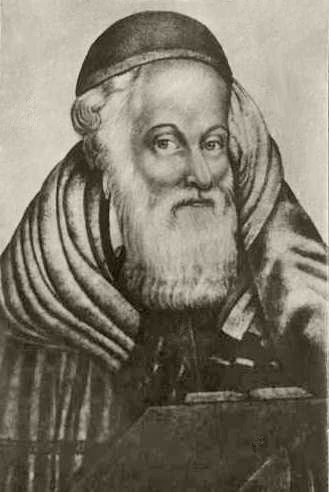
Mosche Teitelbaum

Mosche Teitelbaum (hebräisch משה טייטלבוים, geboren 1759 in Przemyśl, Polen-Litauen; gestorben am 16. Juli 1841 in Újhely, Kaisertum Österreich) war ein chassidischer Rabbi in Ungarn.

## Leben
Mosche Teitelbaum wurde 1759 in Galizien geboren. Sein erstes Amt als Rabbiner übernahm er in Sieniawa.
1808 wurde er Rabbiner in Újhely, wo er
eine chassidische Gemeinde gründete und sich hohes Ansehen erwarb. Auch Moses Sofer zollte ihm Anerkennung, ebenso Lajos Kossuth, den er auf Betreiben dessen Mutter gesegnet hatte.
Mosche Teitelbaum war stark vom kabbalistischen Denken geprägt. Im Volk galt er als Wunderrabbi. Beliebt und gefragt waren die Amulette, die er verteilte. Mit dem eingenommenen Geld unterstützte er Bedürftige.
1841 starb er. Sein Grab befindet sich in einem Mausoleum auf dem  Alten Jüdischen Friedhof in Sátoraljaújhely. Noch heute gilt er als einer der wichtigen Lehrer des frühen Chassidismus.